# سیارک ۱۴۴۰۹۶
سیارک ۱۴۴۰۹۶ (به انگلیسی: 144096 Wiesendangen، نامگذاری:2004BV58) صد و چهل و چهار هزار و نود و ششمین سیارک کشف شده‌است که در ۲۳ ژانویه ۲۰۰۴ کشف شد.